# Gornje Novo Selo (Đakovica)
Pour l’article homonyme, voir Gornje Novo Selo.
Novosellë e Epërme en albanais et Gornje Novo Selo en serbe latin (en serbe cyrillique : Горње Ново Село) est une localité du Kosovo située dans la commune/municipalité de Gjakovë/Đakovica, district de Gjakovë/Đakovica (Kosovo) ou de Pejë/Peć (Serbie). Selon le recensement kosovar de 2011, elle compte 691 habitants, tous albanais.

## Démographie

### Évolution historique de la population dans la localité
| 1948 | 1953 | 1961 | 1971 | 1981 | 1991 | 2011 |
| ---- | ---- | ---- | ---- | ---- | ---- | ---- |
| 409  | 481  | 584  | 742  | 899  | 949  | 691  |

|  |